# Províncies de Bèlgica

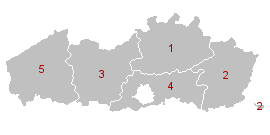
Províncies de Flandes

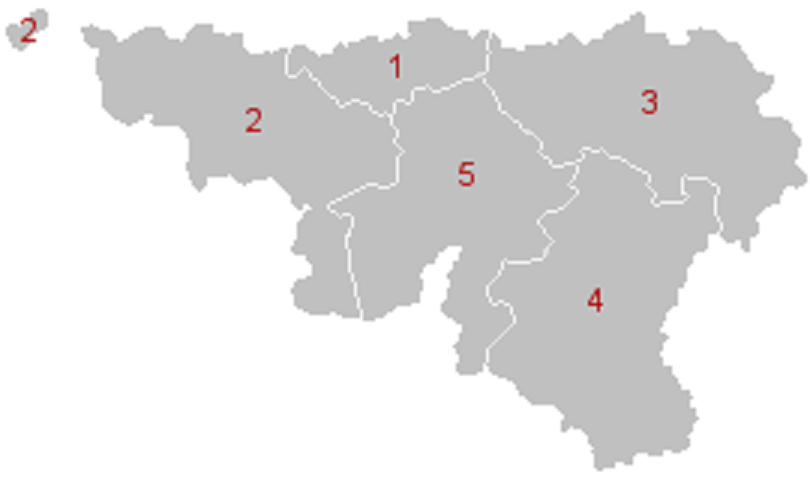
Províncies de Valònia

Les províncies a Bèlgica representen un nivell polític intermedi entre la regió i els municipis.

## Història: de vuit a deu províncies
L'estat belga va continuar la divisió territorial del temps de l'ocupació francesa (1795-1815) i del Regne Unit dels Països Baixos (1815-1830(1839)). Només va canviar el nom de "departament" pel de "província". El 1831, hi havia vuit províncies.
El 1839, després del tractat de Londres amb els Països Baixos:
- la província de Limburg es va escindir en dues parts: el Limburg belga i el Limburg neerlandès;
- Bèlgica va obtenir la meitat septentrional del ducat de Luxemburg, que esdevindrà la novena província.

Amb la reforma de l'estat de 1995, la província de Brabant es va escindir en tres parts: 
1. la província del Brabant Való;
2. la província del Brabant Flamenc;
3. la regió de Brussel·les-Capital, que no pertany a cap província.

Des d'aquesta reforma, el país té doncs 10 províncies (5 de flamenques i 5 de valones). La regió de Brussel·les-Capital no té cap divisió provincial.

## Les deu províncies

### Províncies deFlandes
| Província      | Anvers                                       | Limburg                                      | Brabant Flamenc                              | Flandes Oriental                                | Flandes Occidental                            |
| Nom neerlandès | Antwerpen                                    | Limburg                                      | Vlaams Brabant                               | Oost-Vlaanderen                                 | West-Vlaanderen                               |
| Nom alemany    | Antwerpen                                    | Limburg                                      | Flämisch-Brabant                             | Ostflandern                                     | Westflandern                                  |
| Nom francès    | Anvers                                       | Limbourg                                     | Brabant flamand                              | Flandre orientale                               | Flandre occidentale                           |
| Localització   | Anvers                                       | Limburg                                      | Brabant Flamenc                              | Flandes Oriental                                | Flandes Occidental                            |
| Bandera        | Anvers                                       | Limburg                                      | Brabant Flamenc                              | Flandes Oriental                                | Flandes Occidental                            |
| Escut          | Escut d'Anvers                               | Limburg                                      | Brabant Flamenc                              | Flandes Oriental                                | Flandes Occidental                            |
| HASC           | BE.AN                                        | BE.LI                                        | BE.VB                                        | BE.OV                                           | BE.WV                                         |
| FIPS           | BE01                                         | BE05                                         | BE12                                         | BE08                                            | BE09                                          |
| ISO 3166-2:BE  | VAN                                          | VLI                                          | VBR                                          | VOV                                             | VWV                                           |
| Codis postals  | 2000-2999                                    | 3500-3999                                    | 1500-1999, 3000-3499                         | 9000-9999                                       | 8000-8999                                     |
| Àrea           | 2.860 km² 21,15% de Flandes 9,38% de Bèlgica | 2.414 km² 17,85% de Flandes 7,92% de Bèlgica | 2.106 km² 15,57% de Flandes 6,91% de Bèlgica | 2.982,24 km² 22,12% de Flandes 9,81% de Bèlgica | 3.151 km² 23,30% de Flandes 10,33% de Bèlgica |
| Capital        | Anvers                                       | Hasselt                                      | Lovaina                                      | Gant                                            | Bruges                                        |
| Població       | 1.682.683 28% de Flandes                     | 805.786 13% de Flandes                       | 1.037.786 17% de Flandes                     | 1.389.199 23% de Flandes                        | 1.130.040 19% de Flandes                      |
| Densitat       | 587 hab. km²                                 | 333 hab. km²                                 | 493 hab. km²                                 | 459 hab. km²                                    | 362 hab. km²                                  |
| Governador     | Cathy Berx                                   | Steve Stevaert                               | Lodewijk De Witte                            | André Denys                                     | Paul Breyne                                   |
| Govern         | CD&V, sp.a, VLD                              | CD&V, sp.a, VLD                              | CD&V, sp.a, VLD                              | CD&V, sp.a, VLD                                 | CD&V, sp.a                                    |
| Pàgina Web     | www.provant.be                               | www.limburg.be                               | www.vlaamsbrabant.be                         | www.oost-vlaanderen.be                          | www.west-vlaanderen.be                        |

### Províncies deValònia
| Província      | Hainaut                                      | Brabant Való                               | Namur                                        | Lieja                                        | Luxemburg                                    |
| Nom francès    | Hainaut                                      | Brabant wallon                             | Namur                                        | Liège                                        | Luxembourg                                   |
| Nom alemany    | Hennegau                                     | Wallonisch-Brabant                         | Namur                                        | Lüttich                                      | Luxemburg                                    |
| Nom neerlandès | Henegouwen                                   | Waals Brabant                              | Namen                                        | Luik                                         | Luxemburg                                    |
| Localització   | Hainaut                                      | Brabant Való                               | Namur                                        | Lieja                                        | Luxemburg                                    |
| Bandera        | Hainaut                                      | Brabant Való                               | Namur                                        | Lieja                                        | o                                            |
| Escuts         | Hainaut                                      | Brabant Való                               | Namur                                        | Lieja                                        | Luxemburg                                    |
| HASC           | BE.HT                                        | BE.BW                                      | BE.NA                                        | BE.LG                                        | BE.LX                                        |
| FIPS           | BE03                                         | BE10                                       | BE07                                         | BE04                                         | BE06                                         |
| ISO 3166-2:BE  | WHT                                          | WBR                                        | WNA                                          | WLG                                          | WLX                                          |
| Àrea           | 3800 km² 22,56% de Valònia 12,44% de Bèlgica | 1093 km² 6,49% de Valònia 3,58% de Bèlgica | 3664 km² 21,75% de Valònia 11,99% de Bèlgica | 3844 km² 22,82% de Valònia 12,58% de Bèlgica | 4443 km² 26,38% de Valònia 14,54% de Bèlgica |
| Capital        | Mons                                         | Wavre                                      | Namur                                        | Lieja                                        | Arlon                                        |

## Govern
Els consellers provincials s'elegeixen cada sis anys per sufragi universal a cada província, al mateix temps que es fan les eleccions municipals. Els consellers designen els diputats que formen la diputació provincial. El president del consell provincial i de la diputació és un governador designat pel govern federal, arran de la proposta del govern regional. El càrrec de governador és permanent (fins a l'edat de la jubilació). La província depèn del govern regional.
La regió de Brussel·les-Capital, tot i no ésser província, també té un governador. Bèlgica, doncs, té 11 governadors per a 10 províncies.

## Competències
Les províncies tenen competències en matèria de cultura, d'esport, d'educació, d'infraestructures... Teòricament es tracta de projectes i de matèries massa ambiciosos per a un municipi i de massa poca envergadura per al govern regional.
Des del 1995, les províncies han perdut molt de poder: 
- el paper de supervisor dels municipis petits va minvar després de la fusió dels municipis dels anys 1966-1977;
- les mancomunitats intermunicipals s'encarreguen de tasques que necessiten una coordinació entre municipis (deixalles, aigua, desenvolupament econòmic...);
- el govern de la regió tracta directament amb els municipis.

Després de cada elecció, es parla de simplificar l'estructura administrativa de l'estat i de suprimir aquest nivell gairebé obsolet.